# نهر عفادلة (مينوبار)
نهر عفادلة (بالفارسية: نهرعفادله) هي قرية تقع في إيران في قسم مينوبار الريفي. يقدر عدد سكانها بـ 375 نسمة .